# Malecón de la cultura y las artes

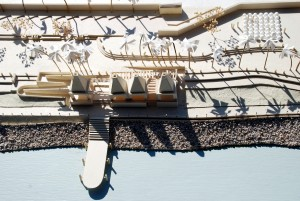
Maqueta del malecón de la cultura y las artes

El Malecón Centenario de la Revolución Río Balsas, también llamado Malecón de la cultura y las artes, es un paseo turístico ubicado en la ribera del brazo derecho del río balsas, en la ciudad y puerto de Lázaro Cárdenas. Posee una longitud de aproximadamente 820 metros y fue construido con el afán de brindar a la ciudadanía y a la comunidad un área que fomente la recreación familiar para así lograr un vínculo de puerto-ciudad.
El lugar cuenta con áreas verdes, fuentes gaseosas, aparcamientos para bicicletas, estacionamiento para automóviles, zonas de juegos infantiles y un teatro al aire libre.

## Gestación del proyecto
El área que ahora ocupa el malecón de la cultura y las artes, era con anterioridad un área restringida, debido a que ocupa parte del recinto portuario, ubicada entre las oficinas de la Administración Portuaria Integral de Lázaro Cárdenas (APILAC) y los muelles y canales de acceso del puerto, debido a ello solamente algunas pocas personas podían acceder a dicho sitio. Con la visión de construir un espacio público, se comenzó con la planificación de este paseo, para lo cual se declaró que su construcción se dividiría en tres etapas.

### Primera etapa
La construcción de la primera etapa del malecón dio inicio cuando el entonces gobernador del estado Leonel Godoy Rangel, dio el banderazo a la obra el 23 de diciembre de 2008, con lo que comenzaron las acciones de enrocamiento de la ribera del río, en aproximadamente 950 metros, con la finalidad de acondicionar esta área para crear instalaciones y servicios como: estacionamientos, jardines, áreas de juegos infantiles, iluminación y sanitarios. Para esta primera etapa, se requirió una inversión inicial de más de 48 millones de pesos, con una contribución conjunta entre el gobierno estatal y municipal, así como también por parte de la APILAC.
Durante el evento de inicio de obras, estuvieron presentes, además del gobernador del estado, el secretario de Comunicaciones y Obras Públicas, Desiderio Camacho Garibo; el coordinador general de Puertos y Marina Mercante de la Secretaría de Comunicaciones y Transportes (SCT), Alejandro Chacón Domínguez; el director general de la Administración Portuaria Integral de Lázaro Cárdenas, Rubén Medina González y el presidente municipal de Lázaro Cárdenas, Mariano Ortega Sánchez, entre otras personalidades del municipio y el estado.
La primera etapa del malecón fue inaugurada el 20 de febrero de 2010 por Leonel Godoy Rangel, exgobernador del estado, con una ceremonia de apertura al público en el obelisco del malecón, un recorrido por el andador y una rueda de prensa donde se dijo que se había cumplido con el objetivo: "que los habitantes del municipio, los visitantes y las futuras generaciones contemplen la desembocadura del río Balsas, su grandeza, así como el movimiento portuario y las grandes empresas instaladas en este puerto."
El proyecto arquitectónico realizado por el Arq. Héctor Abel Jiménez M., en colaboración con un equipo de trabajo de la Secretaria de Comunicaciones y Obras Públicas durante la gestión del secretario Desiderio Camacho Garibo.

### Segunda y tercera etapa
En estas últimas dos etapas, se pretende ampliar el actual malecón, además de establecer diversos puntos de esparcimiento, como áreas comerciales y restaurantes. Ante esto, los mandatarios dijeron que esta obra será un espacio para enriquecer la vida cultural de los habitantes, al tiempo que servirá para acercarlos al movimiento industrial y comercial de este importante puerto de México.

### Eventos
- El 6 de junio de 2010 Felipe Calderón inauguró el Puente Bicentenario.

- El 25 de junio de 2010 tuvo lugar el certamen Nuestra Belleza Michoacán 2010.

- El 4 y 5 de octubre de 2012 se llevó a cabo el primer Foro Pyme Económico y de Negocios de Michoacán.